# Guy Royle
Sir Guy Charles Cecil Royle KCB, CMG  (17 de agosto de 1885 - 4 de janeiro de 1954) foi um oficial da Marinha Real que chegou a Almirante; foi Quinto Lorde do Mar e Primeiro Membro Naval da Marinha Real Australiana.
Royle se juntou à Marinha Real com uma comissão como aspirante em 1900.